# Abraham op den Graeff

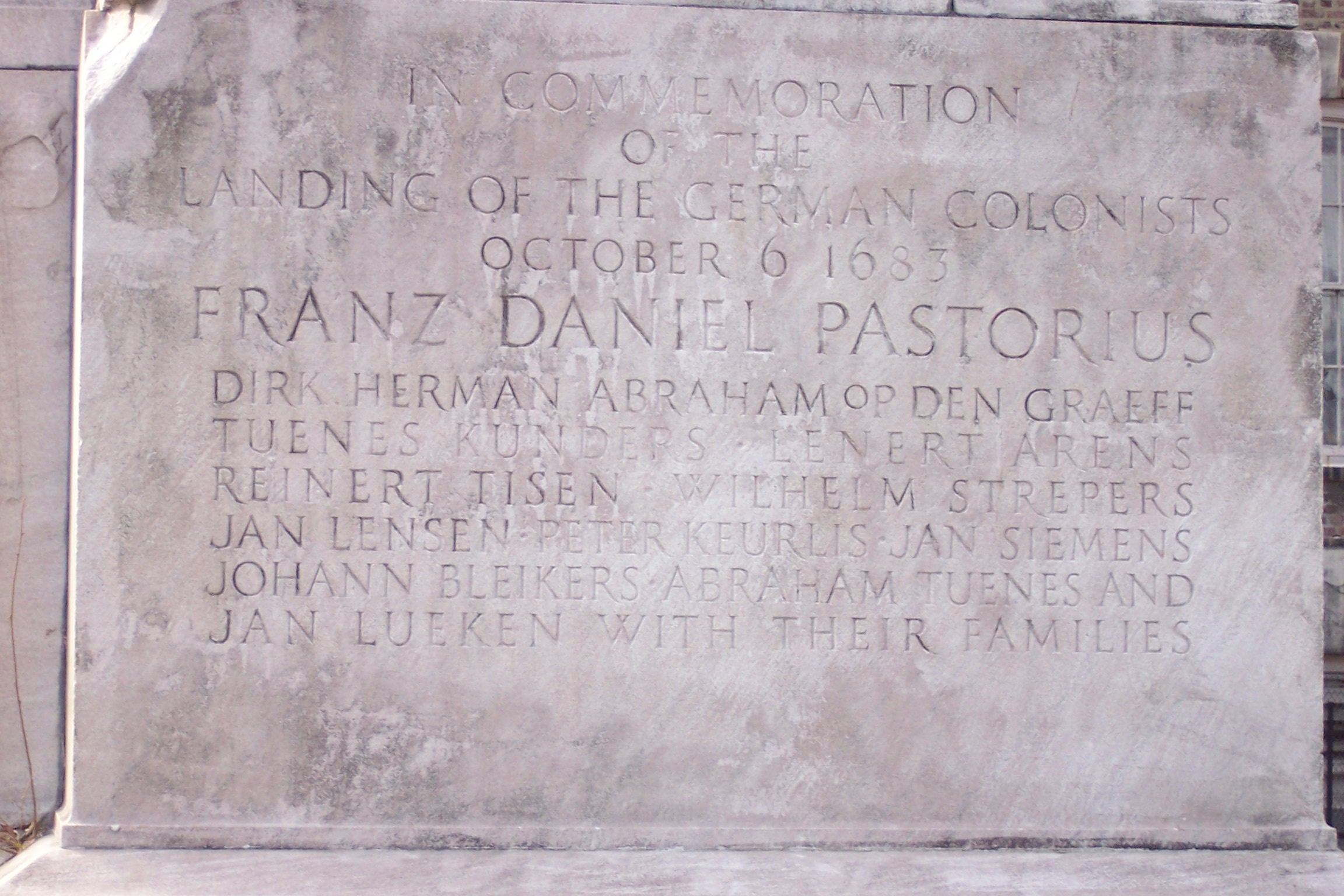
Inscriptie van het monument voor Pastorius met de naam van Op den Graeff

Abraham Isaacs op den Graeff (Krefeld, ca. 1649 - Germantown, ca. 1731) was een van de eerste Duitse kolonisten in de dertien koloniën.

## Biografie
Abraham op den Graeff werd in Krefeld geboren als de zoon van Isaac Herman op den Graeff en als kleinzoon van Herman op den Graeff en groeide hij op in een mennoïtisch gezin. De stad Krefeld werd indertijd door de Oranjes bestuurt en er heerste in de stad relatief veel tolerantie voor andersgelovigen. Rond 1660 bekeerde het gezin van Abraham op den Graeff zich tot het geloof van de quakers. Na de stichting van de kolonie Pennsylvania door zijn neef William Penn, besloot Op den Graeff om naar Amerika te vertrekken zodat hij daar vrijelijk zijn geloof kon belijden. Hij arriveerde samen met dertien andere families in oktober 1683 in Philadelphia.
Francis Daniel Pastorius was verantwoordelijk geweest voor de aanschaf van het land voor de nieuwe kolonisten en Op den Graeff zette in de nieuwe kolonie een linnenproductie op. In 1688 was hij medeverantwoordelijk voor het opstellen van de eerste petitie in Amerika tegen de slavernij. Hij vertegenwoordigde vervolgens Germantown bij de provinciale vergaderingen als afgevaardigde.